# دايفيد جيمس
دايفيد جيمس (1 يناير 1917 بسوانزي في المملكة المتحدة - ) هو لاعب كرة قدم بريطاني في مركز الهجوم.